# Stefano di Besançon
Stefano di Besançon (Besançon, ... – Lucca, 22 novembre 1294) è stato un religioso francese, domenicano  fu Maestro Generale dell'ordine dei predicatori.
Nel 1286 si laureò Baccalaureus biblicus e nel 1288 conseguì la specializzazione presso la facoltà di teologia dell'Università di Parigi.
Fu provinciale della Francia settentrionale dal 1291 e l'anno successivo fu eletto Maestro Generale dell'Ordine Domenicano. Durante entrambi questi incarichi si prodigò per riportare l'ordine all'originale severità.
| Controllo di autorità | VIAF (EN) 307418117 · ISNI (EN) 0000 0000 7853 5372 · SBN SBLV291286 · Europeana agent/base/53979 |